# Ердин, Йёста
Йёста Ердин (швед. Gösta Gärdin; 28 мая 1923, Линчёпинг, Швеция — 12 декабря 2015, Йёнчёпинг, Швеция) — шведский пятиборец, бронзовый призер летних Олимпийских игр в Лондоне (1948).

## Биография
Родился в семье полковника Георга Ердина. Выбрал карьеру военного, в 1944 г., став вторым лейтенантом в Смоландского артиллерийского полка. В 1948 г. представлял Швецию на летних Олимпийских играх в Лондоне, где в соревнованиях по современному пятиборью завоевал бронзовую медаль. На первом мировом первенстве по современному пятиборью в Стокгольме (1949) завоевал золотую медаль в командных соревнованиях.
В 1951 г. закончил Высшие курсы Военно-инженерной академии. С 1956 г. служил в корпусе Генерального штаба, а с 1962 г., в звании майора, — в Буденском артиллерийском полку.
В 1965 г., в звании подполковника, вновь перешел на службу в корпус генерального штаба, в 1967 г. — в Свеаландском артиллерийском полку. В 1969 г. ему было присвоено звание полковника и он был назначен главой Королевской военной академии, в 1973 г. стал командующим Свеаландского артиллерийского полка. В 1976 г. был повышен до полковника 1-го ранга с 1976 по 1983 г. являлся инспектором артиллерии.
В 1965—1969 гг. был адъютантом Его Величества короля, в 1969 г. был назначен главным адъютантом. С 1972 по 1984 г. — председателем федерации военного спортивного современного пятиборья Швеции, одновременно с 1978 по 1983 г. — председателем ее исполнительного комитета, а с 1983 по 1996 г. — генеральным секретарем. Также являлся членом Исполнительного комитета Международного военно-спортивного совета (1980—1981), членом исполкома Олимпийского комитета Швеции (1984—1996). В 1989—2000 гг. — председатель Шведской Олимпийской академии.
В 1989 г. был избран президентом общенациональной организации Vanner Riksidrottens («Друзья Национального спорта») и занимал этот пост в течение 14 лет, до 2001 г., став почетным председателем. Также выступил учредителем стипендии Фонда молодежи Йёста Ердина для поддержки талантливой молодежи в различных видах спорта.